# Pteronymia schausi
Pteronymia schausi är en fjärilsart som beskrevs av Fox 1948. Pteronymia schausi ingår i släktet Pteronymia och familjen praktfjärilar. Inga underarter finns listade.